# علي جمال زغب
علي جمال زغب (مواليد 3 يونيو 1988) هو لاعب كرة سلة أردني محترف. يلعب مع نادي عمان الرياضي في الدوري الأردني لكرة السلة. وهو أيضا عضو في المنتخب الوطني الأردني لكرة السلة.

## مهنة
ظهر زغب لأول مرة مع المنتخب الأردني في بطولة العالم لكرة السلة 2010، حيث لعب في مركز الوسط على مقاعد البدلاء للفريق.